# 韓棱
韓棱（？—98年）。字伯师，东汉颍川郡舞阳县（河南省舞阳）人，东汉初期政治人物。
韩棱是弓高侯韩颓当的后裔，四岁丧父，奉养母、弟。开始为郡功曹，太守葛兴中风，他暗自代为理政。事发，韩棱被禁锢，汉明帝赦免了他，后来官至尚书令。汉和帝时，窦宪杀害都乡侯刘畅，并诬告是刘畅兄弟所为。韩棱上书说杀人者就在京城，被窦太后切责，但事情果如其言。窦宪大败匈奴，拜大将军，诸臣敬称万岁，只有韩说不应称万岁。
韩棱出任南阳郡太守，回朝为太仆，永元九年（97年）冬，代替张奋为司空，次年七月去世。

## 延伸阅读
[在维基数据编辑]
 《後漢書/卷45》，出自范晔《後漢書》
 《東觀漢記》

1. ↑  《後漢書·和帝紀》：秋七月己巳，司空韓稜薨。